# Vlajka Ostravy

Vlajka Ostravy
Poměr stran: 2:3

Vlajka Ostravy, statutárního a krajského města Moravskoslezského kraje, je tvořena modrým listem o poměru stran 2:3 s bílým, osedlaným koněm bez uzdy, v poskoku, s červenou pokrývkou pod žlutým sedlem. Za hlavou je žlutá, pětilistá růže s červeným semeníkem a zelenými kališními lístky.
Jedná se o heraldickou vlajku, tedy vlajku reprodukující kompozici znaku. Oproti znaku Ostravy chybí zelený trávník. Jedna z verzí o původu bílého koně hovoří o symbolu tranzitní polohy města – město v minulosti leželo na tzv. jantarové stezce vedoucí z Baltu k Dunaji a poté do dalších míst Evropy. Další verze předpokládá převzetí koňské figury z rodového znaku prvního fojta a zřejmě lokátora Moravské Ostravy. Růže byla doplněna za olomouckého biskupa Stanislava Thurzy (biskupem od roku 1496).

## Historie
Ostravská vlajka byla tvořena dvěma vodorovnými pruhy, bílým a modrým. Protože však byla totožná s vlajkami několika dalších měst, byla v roce 1969 změněna, při zachování městských barev. Autorem návrhu byl Jiří Louda. Podobu a užívání vlajky určoval Status města Ostravy (část V, oddíl 1, § 76).
V roce 2013 byly schválena obecně závazná vyhláška č. 14/2013, která v článku č. 3 s názvem „Symboly města a městských obvodů” specifikuje popisy znaku a vlajky města a znaků a vlajek městských obvodů města Ostravy tím, že jsou uloženy v Archivu města Ostravy. Vyhláška také stanovuje, že barvy města jsou modrá a bílá.

## Jiné užití
Symboly Ostravy jsou součástí symbolů Moravskoslezského kraje, které byly schváleny 13. listopadu 2002. Na vlajce i znaku Moravskoslezského kraje však chybí zelený trávník, i krajská vlajka tedy vychází ze znaku a ne z vlajky Ostravy.

## Vlajky ostravských městských obvodů

Městské obvody v Ostravě

12. dubna 2000 byl schválen nový zákon o obcích (č. 128/2000 Sb.), jehož novinkou bylo především (v § 5) přiznání práva na znak a vlajku městským částem či obvodům statutárních měst, kterým Ostrava byla od roku 1990.
Ostrava se od 1. ledna 1994 člení na 23 obvodů. Všechny obvody užívají vlastní vlajky. Proces přijímání vlajek probíhal od 24. srpna 1993 do 29. října 1996 (Moravská Ostrava a Přívoz).
Vlajky některých (dvanácti) městských obvodů mají (nebo měly(?)) odlišnou rubovou stranu vlajky (nejsou obrázky).
- Rubová strana vlajky Hošťálkovic je tvořena pěti vodorovnými pruhy: černým, modrým, žlutým, zeleným a bílým.[6]
- Rubová strana vlajky Lhotky je tvořena třemi vodorovnými pruhy: modrým, bílým a červeným.[6]
- Rubová strana vlajky Martinova je tvořena třemi vodorovnými pruhy: červeným, bílým a modrým.[7]
- Rubová strana vlajky Michálkovic je tvořena třemi vodorovnými pruhy: zeleným, bílým a modrým.[6]
- Rubová strana vlajky Nove Vsi je tvořena třemi vodorovnými pruhy: modrým, bílým a zeleným.[6]
- Rubová strana vlajky Petřkovic je tvořena třemi vodorovnými pruhy: černým, žlutým a zeleným.[6]
- Rubová strana vlajky Polanky nad Odrou je tvořena dvěma vodorovnými pruhy: bílým a modrým.[6]
- Rubová strana vlajky Poruby je tvořena třemi vodorovnými pruhy: žlutým, červeným a modrým.[6]
- Rubová strana vlajky Proskovic je tvořena dvěma vodorovnými pruhy: žlutým a modrým.[6]
- Rubová strana vlajky Radvanic a Bartovic je tvořena dvěma vodorovnými pruhy: žlutým a modrým.[6]
- Rubová strana vlajky Svinova je tvořena třemi vodorovnými pruhy: žlutým, černým a zeleným.[6]
- Rubová strana vlajky Třebovic je tvořena bílou, obrácenou krokví na červeném listu. Na ní je položen vpravo černý a vlevo žlutý pruh.[7]

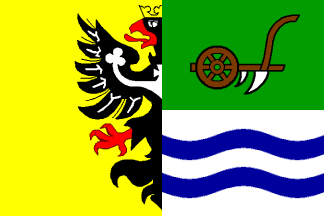
Hošťálkovice Poměr stran: 2:3
Hrabová Poměr stran: 2:3
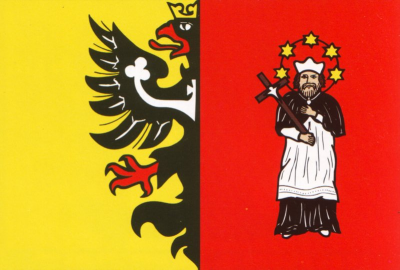
Krásné Pole Poměr stran: 2:3
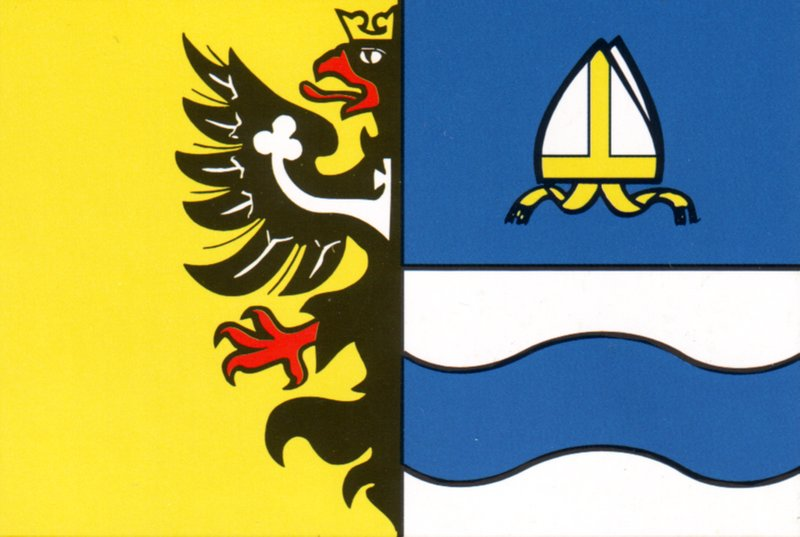
Lhotka Poměr stran: 2:3
Mariánské Hory a Hulváky Poměr stran: 2:3
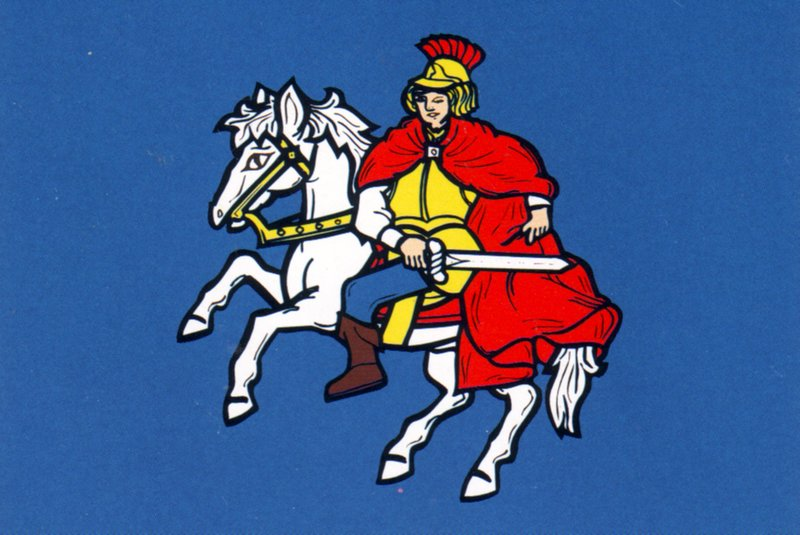
Martinov Poměr stran: 2:3
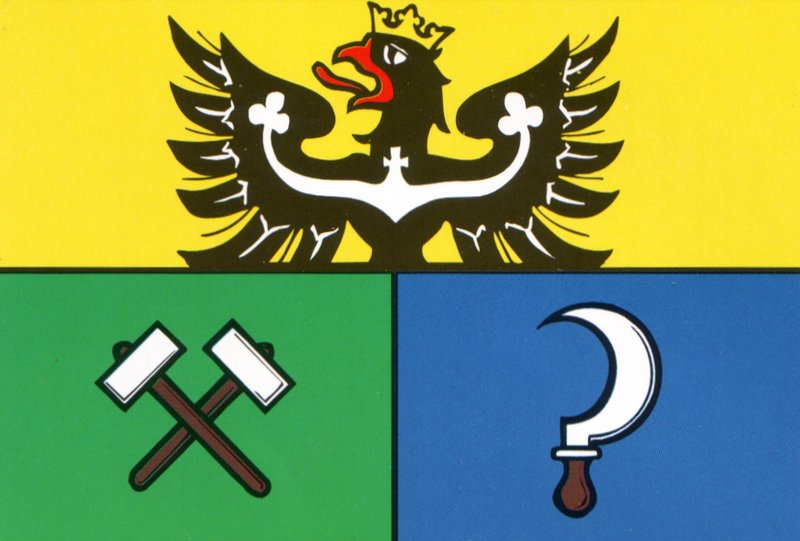
Michálkovice Poměr stran: 2:3
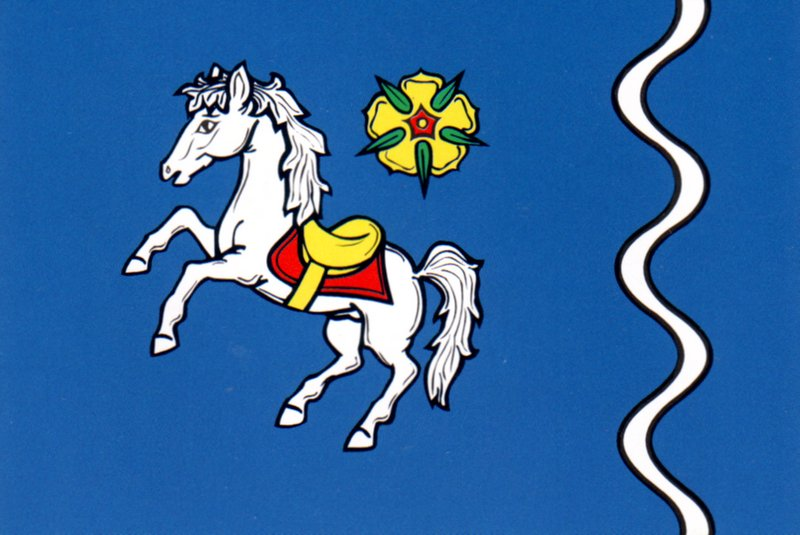
Moravská Ostrava a Přívoz Poměr stran: 2:3
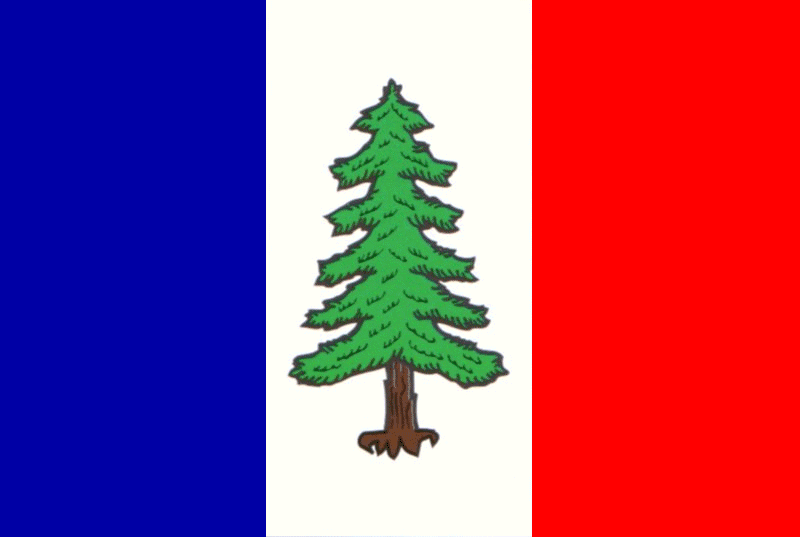
Nová Bělá Poměr stran: 2:3
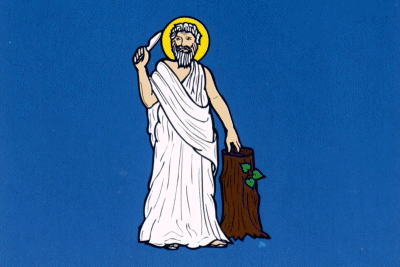
Nová Ves Poměr stran: 2:3
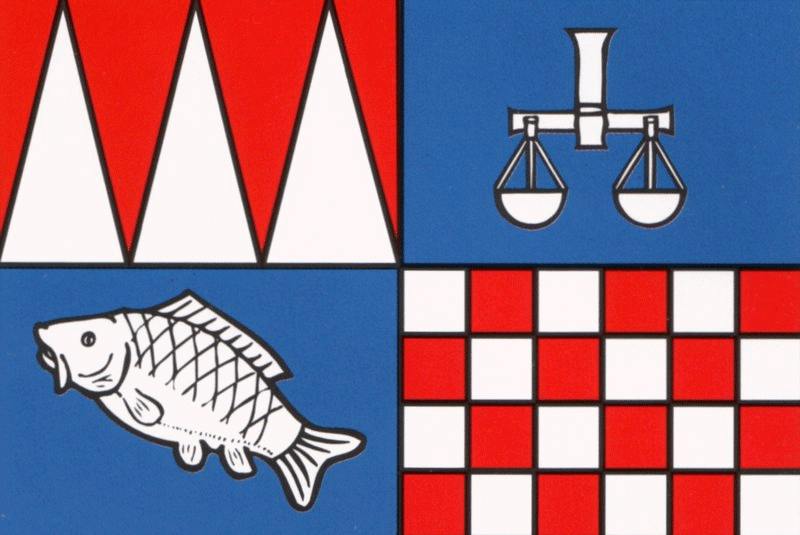
Ostrava-Jih Poměr stran: 2:3
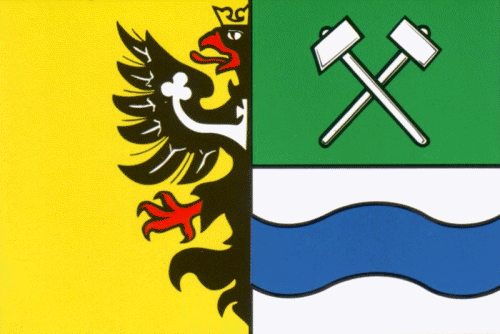
Petřkovice Poměr stran: 2:3
Plesná Poměr stran: 2:3
Polanka nad Odrou Poměr stran: 2:3
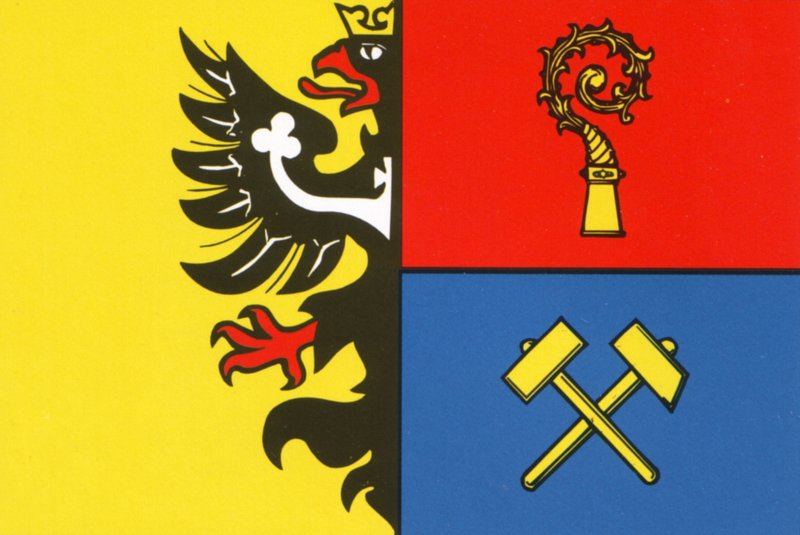
Poruba Poměr stran: 2:3
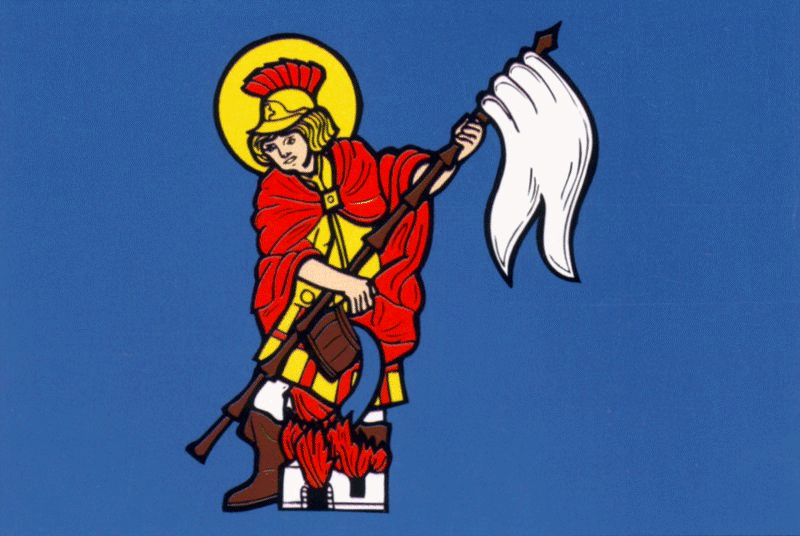
Proskovice (obrázek neodpovídá zdroji) Poměr stran: 2:3
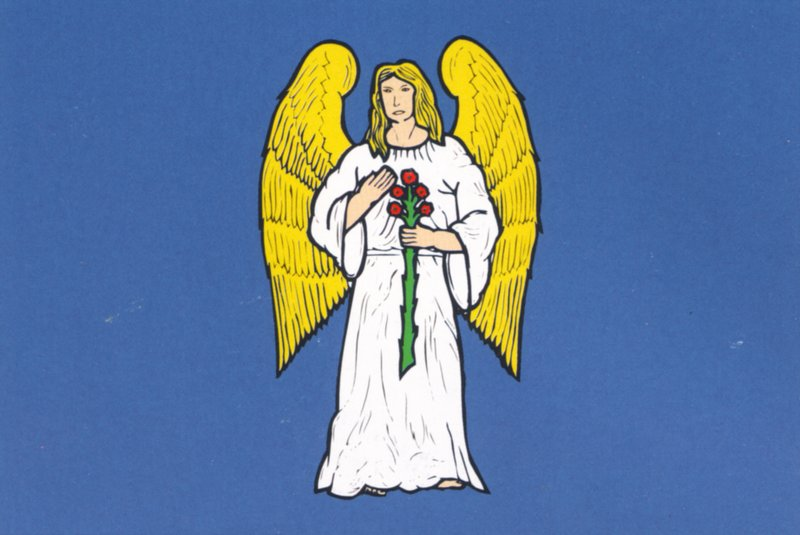
Pustkovec Poměr stran: 2:3
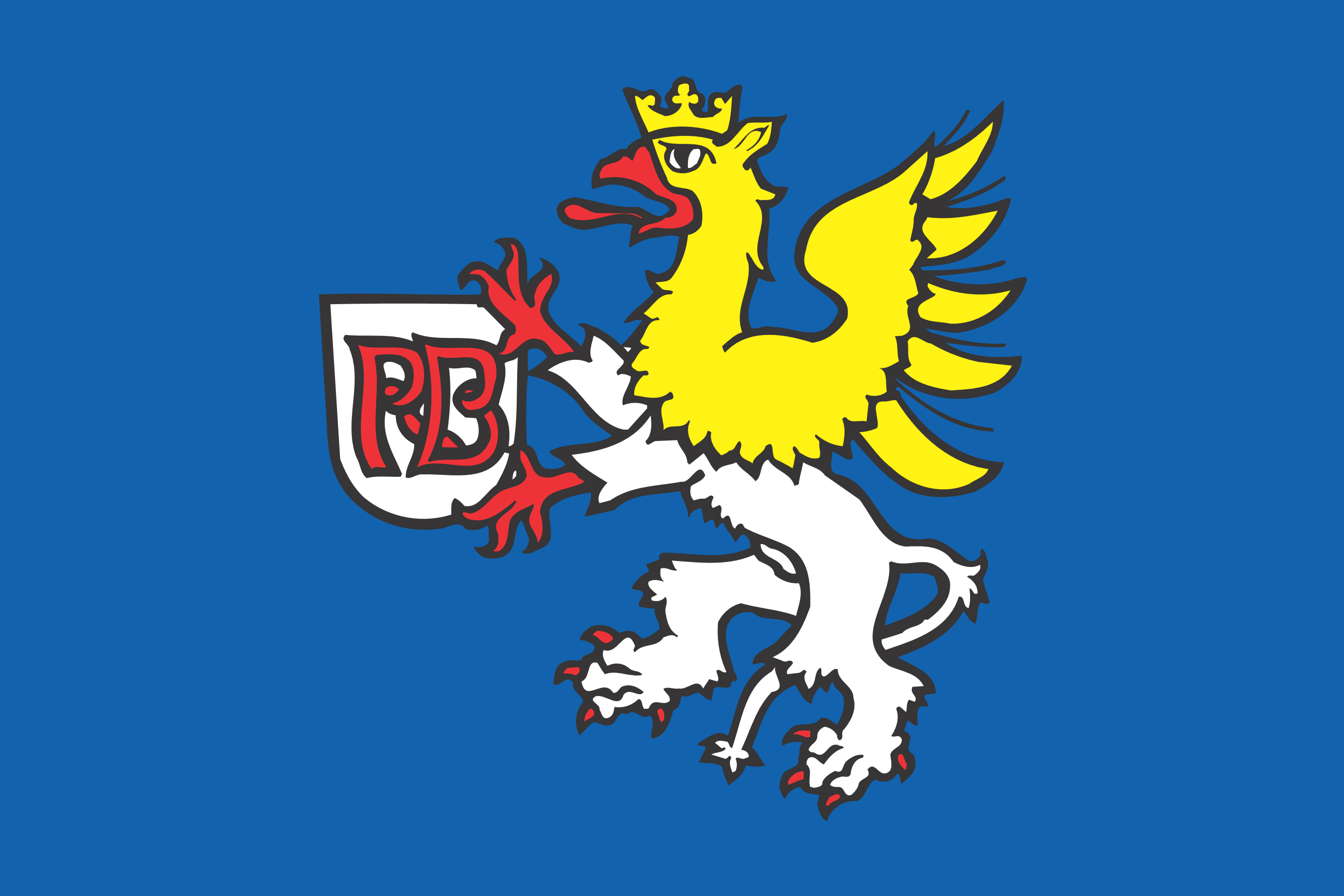
Radvanice a Bartovice Poměr stran: 2:3
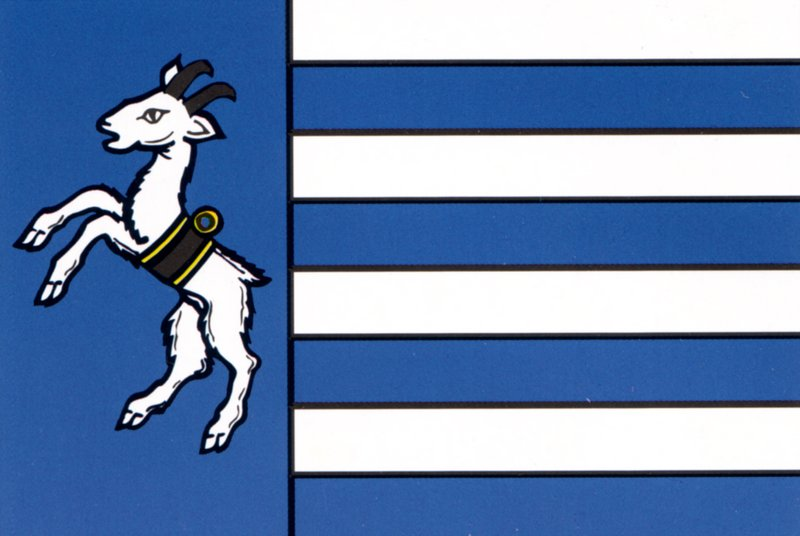
Slezská Ostrava Poměr stran: 2:3
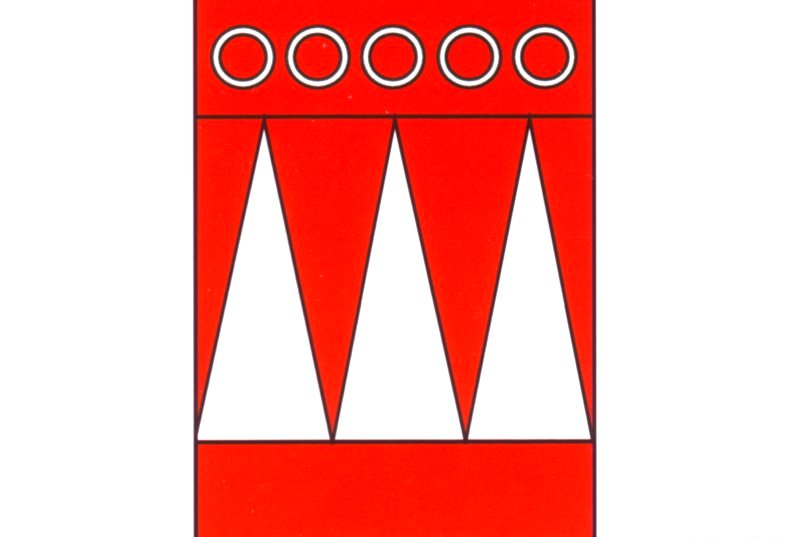
Stará Bělá (obrázek neodpovídá zdroji, vlajka zřejmě změněna) Poměr stran: 2:3
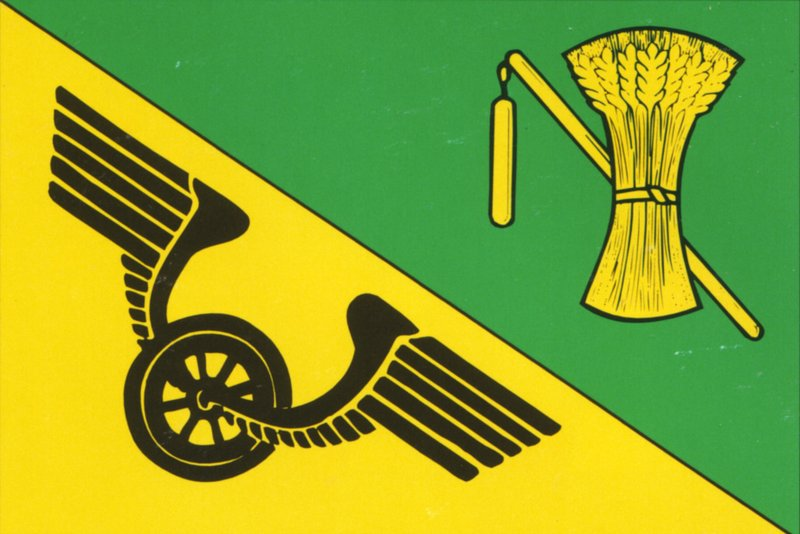
Svinov Poměr stran: 2:3
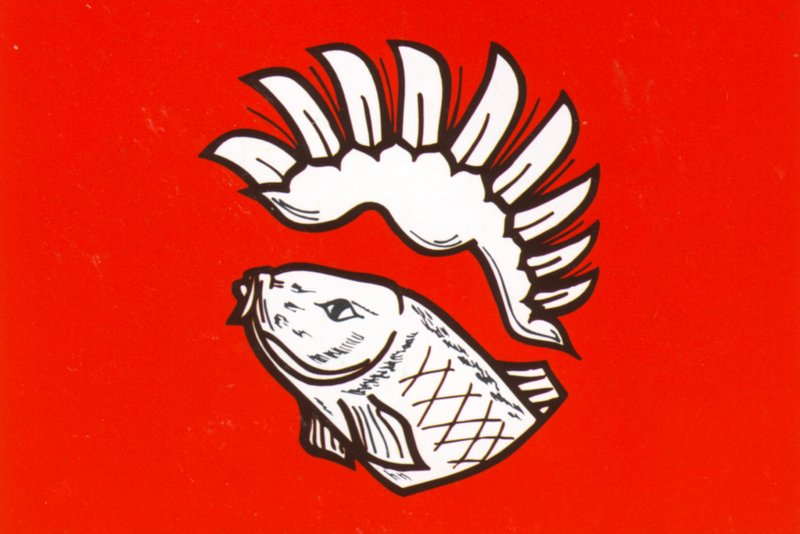
Třebovice Poměr stran: 2:3
Vítkovice Poměr stran: 2:3